# Rei (nome)
Rei  è un nome proprio di persona giapponese maschile e femminile.

## Origine e diffusione
La forma femminile può essere basata su 鈴, che significa "campana", o su 麗, che vuol dire "amorevole", mentre altre fonti la indicano come una variante del nome Reiko ("prossima bambina" o "bella bambina"). Per la forma maschile, invece, il significato viene indicato con "legge", "regola", oppure con "calmo", "tranquillo".

## Persone

### Femminile
- Rei Kawakubo, stilista giapponese
- Rei Sakuma, doppiatrice giapponese

### Maschile
- Rei Hiroe, fumettista giapponese

## Il nome nelle arti
- Rei è un personaggio della serie manga e anime Beyblade.
- Rei è un personaggio della serie manga e anime Ken il guerriero.
- Rei è un personaggio della serie manga e anime Lamù.
- Rei Asaka è un personaggio del manga e dell'anime omonimo Caro fratello.
- Rei Ayanami è un personaggio della serie manga e anime Neon Genesis Evangelion.
- Rei Hino (nell'adattamento dell'anime italiano Rea) è un personaggio della serie manga e anime Sailor Moon.
- Rei Ogami è un personaggio del manga Code: Breaker.
- Rei Furuya è un personaggio del manga e anime Detective Conan.